# Bassus festivoides
Bassus festivoides är en stekelart som beskrevs av Michael J. Sharkey 1996. Bassus festivoides ingår i släktet Bassus och familjen bracksteklar. Inga underarter finns listade.